# Uechtritzia
Uechtritzia  es un género de plantas con flores pertenecientes a la familia de las asteráceas. Comprende 3 especies descritas y  aceptadas.

## Taxonomía
El género fue descrito por Freyn y publicado en Oesterreichische Botanische Zeitschrift 42: 240. 1892. La especie tipo es: Uechtritzia armena Freyn & Sint. ex Freyn

## Especies aceptadas
A continuación se brinda un listado de las especies del género Uechtritzia aceptadas hasta julio de 2012, ordenadas alfabéticamente. Para cada una se indica el nombre binomial seguido del autor, abreviado según las convenciones y usos.
- Uechtritzia armena Freyn & Sint. ex Freyn
- Uechtritzia kokanica (Regel & Schmalh.) Pobed.
- Uechtritzia lacei (Watt) C.Jeffrey